# جاكي إيكس
جاكي إيكس مواليد 1 يناير 1945، هو سائق فورملا 1 بلجيكي بدأ مسيرته الاحترافية سنة 1966. كان أول سباق له هو جائزة ألمانيا الكبرى 1966، حقق أول فوز له في جائزة فرنسا الكبرى 1968. خاض خلال مسيرته 122 سباقاً فاز في 8 منها.

## سباقات شارك فيها
- لو مان 24 ساعة
- بطولة العالم للسيارات الرياضية

## بطولات حققها
- جائزة فرنسا الكبرى 1968
- جائزة ألمانيا الكبرى 1972

## روابط خارجية
- جاكي إيكس على موقع Racing-Reference.info (الإنجليزية)
- جاكي إيكس على موقع DriverDB.com (الإنجليزية)
- جاكي إيكس على موقع eWRC-results.com (الإنجليزية)